# Corrala de Sombrerete
La corrala de Sombrerete (o simplemente La Corrala) es un conjunto de antiguos edificios de la ciudad de Madrid, que forman un grupo arquitectónico singular entre las calles de Sombrerete y Tribulete, con patio abierto a la calle de Mesón de Paredes. Fue declarada Monumento Nacional el 22 de noviembre de 1977, título que se renovó con el de Bien de Interés Cultural (RI-51-0005021)

## Descripción

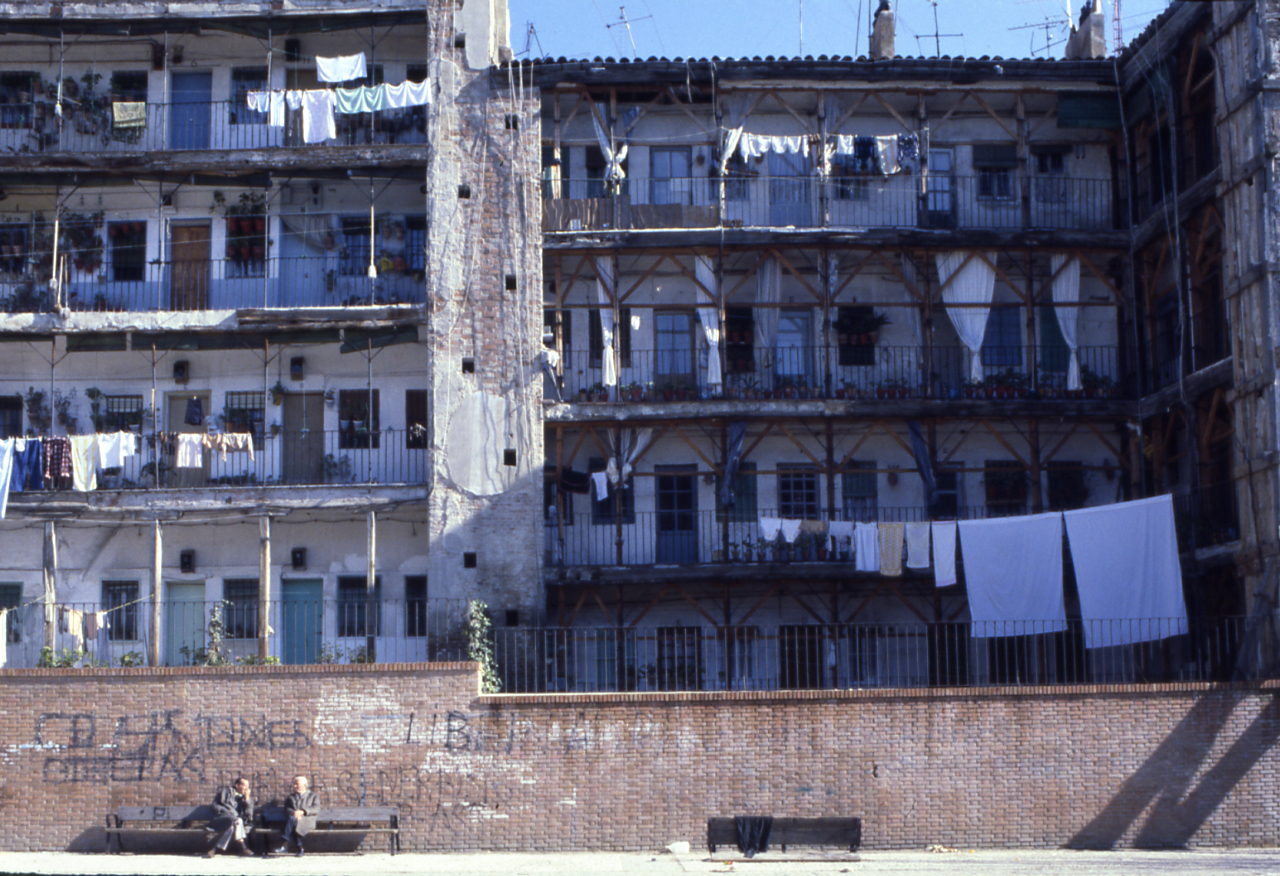
Vista del inmueble en 1980. Foto de Paolo Monti.

Elegida como modelo de este género arquitectónico, no solo por su amplitud sino también quizás por el hecho de que el derribo del edificio que cerraba la manzana permita ver el interior de la corrala desde la calle Mesón de Paredes. En 1973, se creó una plaza en el solar vacío, espacio que ha sido sucesivamente reurbanizado, y que ha servido de anfiteatro para representaciones estivales de zarzuela, teatro y otras variantes de los géneros musicales típicos madrileños.